# اردک سوت‌زن خال‌دار
اردک سوت‌زن خال‌دار (نام علمی: 'Dendrocygna guttata') ، گونه‌ای اردک از سرده اردکان سوت‌زن تیره اردکیان است.
گستره پراکندگی این پرنده شامل جنوب فیلیپین تا مرکز اندونزی و گینه نو است. به تازگی تعدادی از این اردک‌ها در استرالیا اقامت گزیده‌اند و گروه کوچکی از آن‌ها در کرانه غربی شبه‌جزیره کیپ یورک زندگی می‌کنند.

## نگارخانه

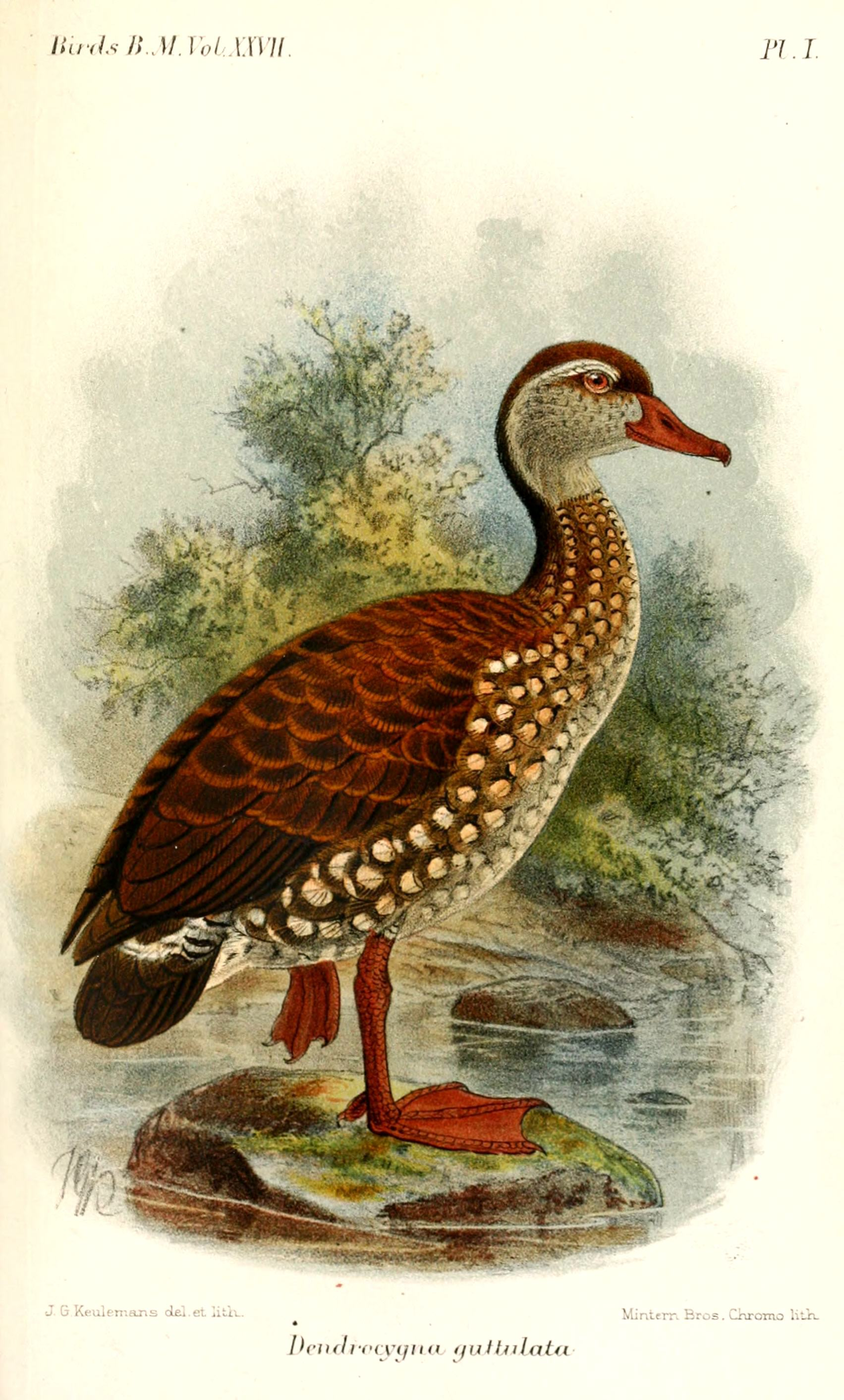
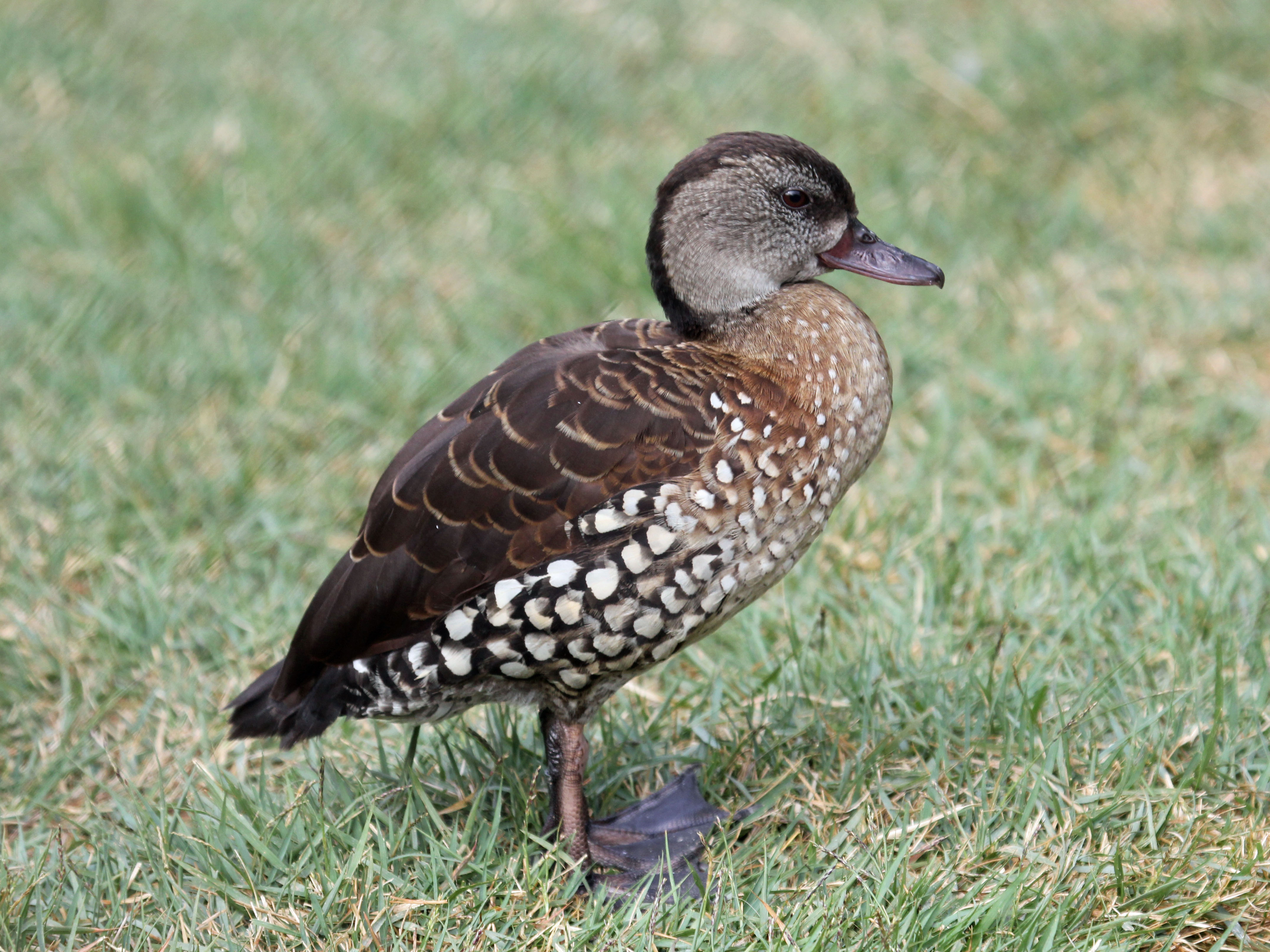
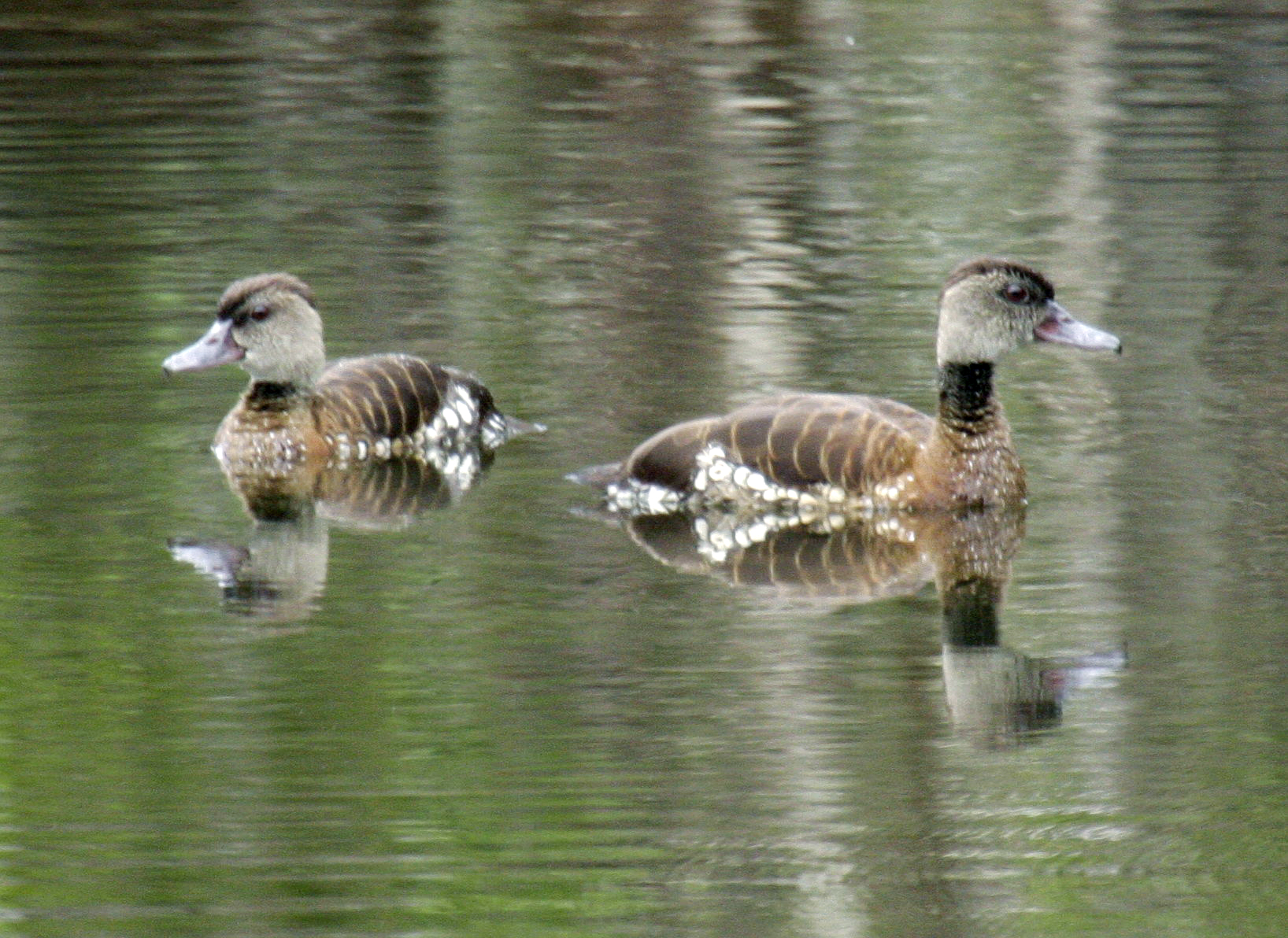
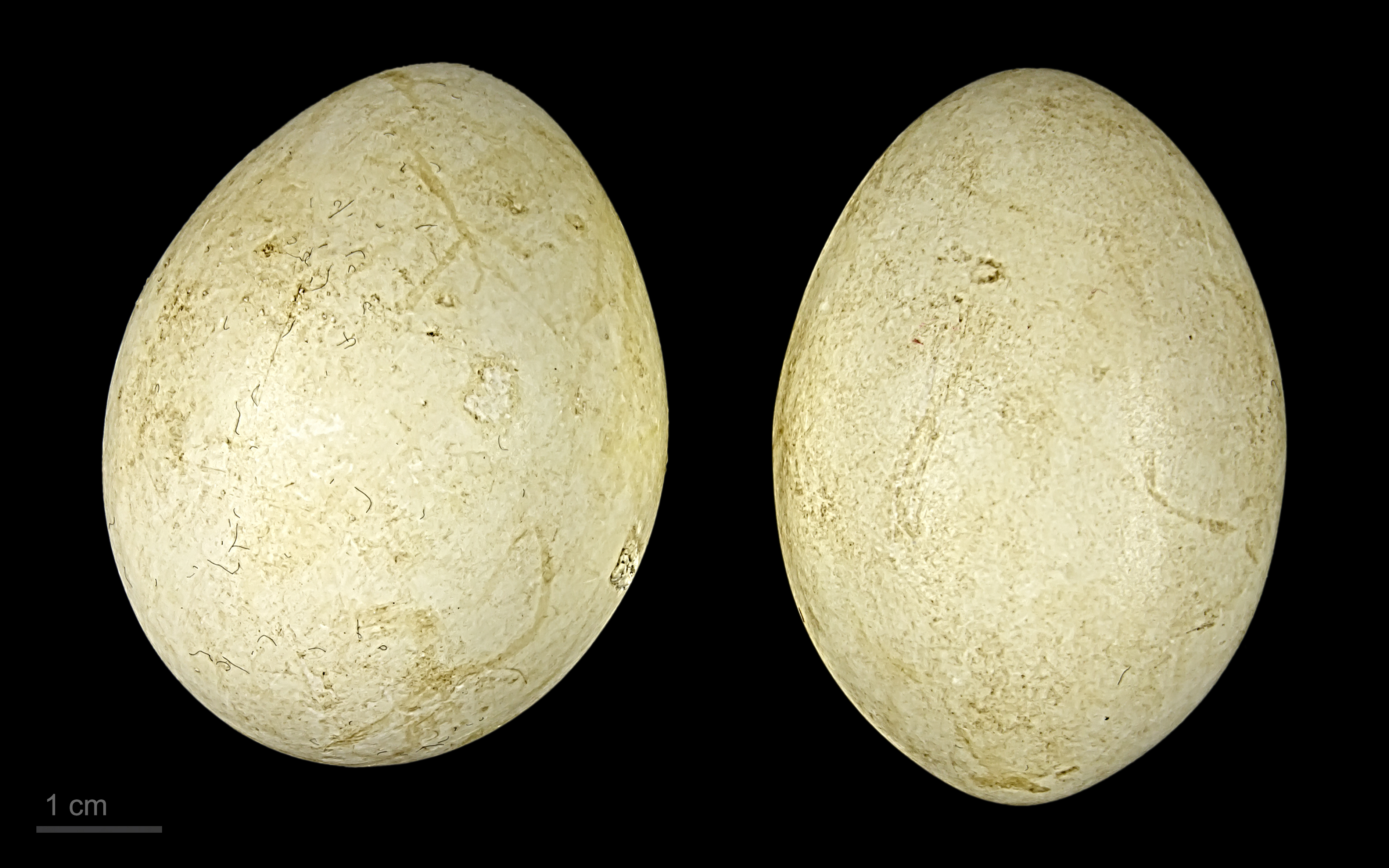
Museum specimen